# Gabriel Aznar
Gabriel Aznar (¿? - Alicante, enero de 1785) fue un compositor y maestro de capilla español.

## Vida
Se desconocen sus orígenes y su formación musical de Gabriel Aznar. Las primeras noticias que se tienen de él son del 15 de marzo de 1756, cuando fue nombrado contralto de la capilla de música de la Colegiata de San Nicolás de Alicante.
El 18 de diciembre de 1762 se le nombró maestro de capilla de la Colegiata de Alicante ya que el maestro Manuel Comeres había sufrido un ataque de apoplejía. El cabildo lo nombró con la condición de que se mantuviesen el sueldo de maestro para Comeres y el de contralto para Aznar hasta el fallecimiento del maestro, de forma que no hubiese un incremento de los gastos. Tras el fallecimiento de Comeres el 15 de abril de 1764, Aznar obtuvo en posesión el magisterio alicantino y el sueldo de maestro. Las responsabilidades de Aznar fueron las habituales, pero no se encargó de la educación musical, que en Alicante parece que era responsabilidad del violinista: «la enseñanza de todos los caballeros y particulares que son sin números, los que se han dedicado y lo están en el día, más las ocasiones que continuamente se presentan de los extranjeros.» Aznar fue uno de los iniciadores del archivo de música de lo que hoy es la Concatedral de Alicante.
Permanecería en el cargo hasta el 6 de noviembre de 1772, cuando renunció para ocupar el beneficio de organista en la parroquia de Santa María. En Santa María sería responsable del nuevo órgano del organero Matías Salanova, que se conserva íntegro en la actualidad. Le sucedería en el magisterio de la colegial alicantina  Agustín Iranzo y Herrero, que ganó las oposiciones realizadas en 1773.
Fallecería Alicante, en el cargo de organista de Santa María, en enero de 1785.

## Obra
Aznar fue un compositor de transición entre el Barroco y el Clasicismo. Corresponde a la edad de oro de la capilla musical alicantina, con Iranzo y Comeres.
Todas las composiciones de Aznar que se han conservado están en la colegiata de Santa María de Alicante:
- Misa de réquiem, a cuatro voces e instrumentos.
- Beatus vir, a cuatro voces y violines.
- Dixit Dominus, a seis voces.
- Miserere, a seis voces e instrumentos.
- Te Deum, a seis voces.
- Salve, a cinco voces e instrumentos.
- Salve, a cuatro voces.
- Salve brevis (1772), a cinco voces e instrumentos.
- Magnificat (1756), a cuatro voces y violines.
- Secuencia de difuntos, a cuatro voces.
- ¡Oh beato Nicolás! (1766), a cuatro voces.